# Christian Dior
För andra betydelser, se Christian Dior (företag).
Christian Ernest Dior, född 21 januari 1905 i Granville i Normandie, död 24 oktober 1957 i Montecatini Terme i Toscana i Italien, var en fransk modeskapare. Han är mest känd för att ha grundat modehuset Dior samt skapat The New Look.

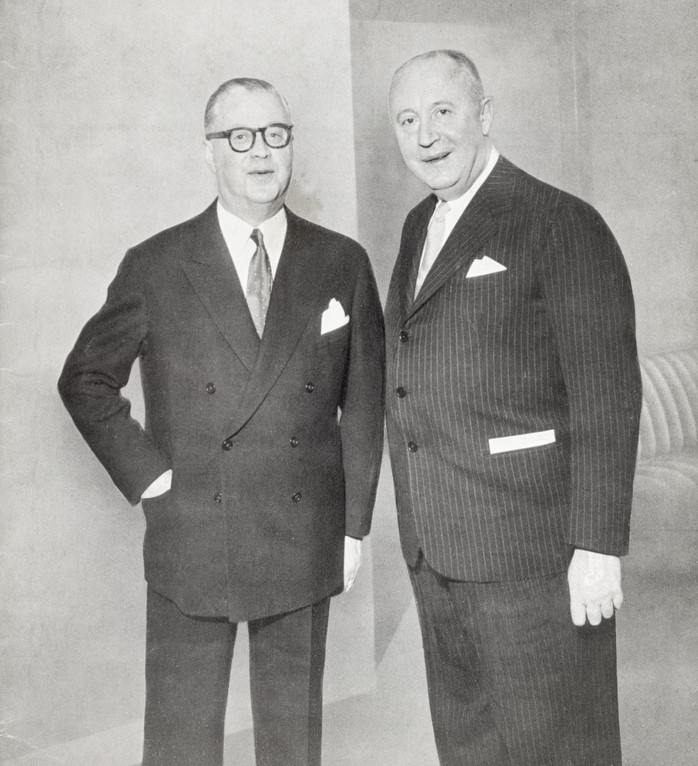
Chefen för NK:s franska damskrädderi, Kurt Jacobsson till vänster och Christian Dior till höger 1957.

## Biografi
Christian Dior infriade sina föräldrars önskan och studerade vid Institut d'Etudes Politiques de Paris från 1920 till 1925. Diors familj hoppades att han skulle bli diplomat, men Dior själv hade siktet inställt på konst, främst mode. För att tjäna pengar sålde han sina modeskisser på gatan. Efter att ha avslutat sina studier erhöll Dior pengar av sin far och öppnade senare ett konstgalleri. Efter att familjen Dior drabbats av en finansiell kris och fadern förlorat sitt företag tvingades Dior att stänga galleriet.
Från 1938 samarbetade Dior med Robert Piguet och så småningom anslöt han sig till dennes modehus, där Dior och Pierre Balmain utgjorde de främsta modedesignerna. I december 1946 grundade Dior sitt eget modehus, Christian Dior SA, som finansierades av affärsmannen Marcel Boussac. Inom tolv år hade rörelsen utvidgats till 15 länder och över 2 000 anställda.

## The New Look
Dior är framför allt känd för den så kallade The New Look, som han presenterade i Paris den 12 februari 1947. Kollektionens ursprungliga namn var Corolle (franska ’blomkrona’, men den kom att bli känd som The New Look, ett uttryck myntat av den amerikanska modeskribenten Carmel Snow från Harper's Bazaar: ”It's quite a revolution, dear Christian. Your dresses have such a new look.”
The New Look innebar för kvinnan smala axlar, en åtdragen midja, en betonad byst och en lång vid kjol. Hans design representerade konstant en klassisk elegans, som betonade det feminina i utseendet. Dior designade även underkläder och nattkläder för damer med märket Christian Dior Lingerie och smink. The New Look revolutionerade damkläderna och återupprättade Paris som modets huvudstad.
Christian Dior avled, 52 år gammal, i Montecatini i Italien. Enligt uppgift dog han av en hjärtattack efter att ha kvävts av ett fiskben. Efter Diors död fortsatte firman under ledning av Yves Saint-Laurent, under åren 1957–1961.

## Bildgalleri

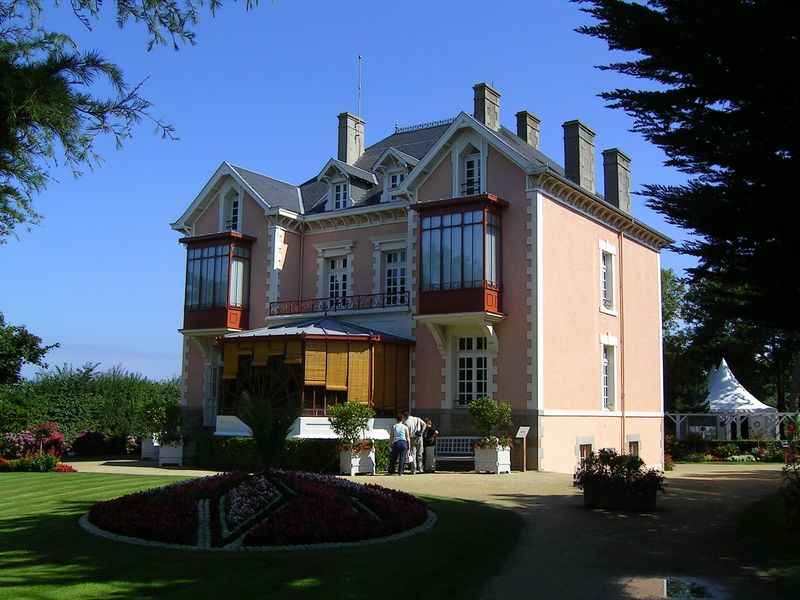
Maison et musée de Christian Dior
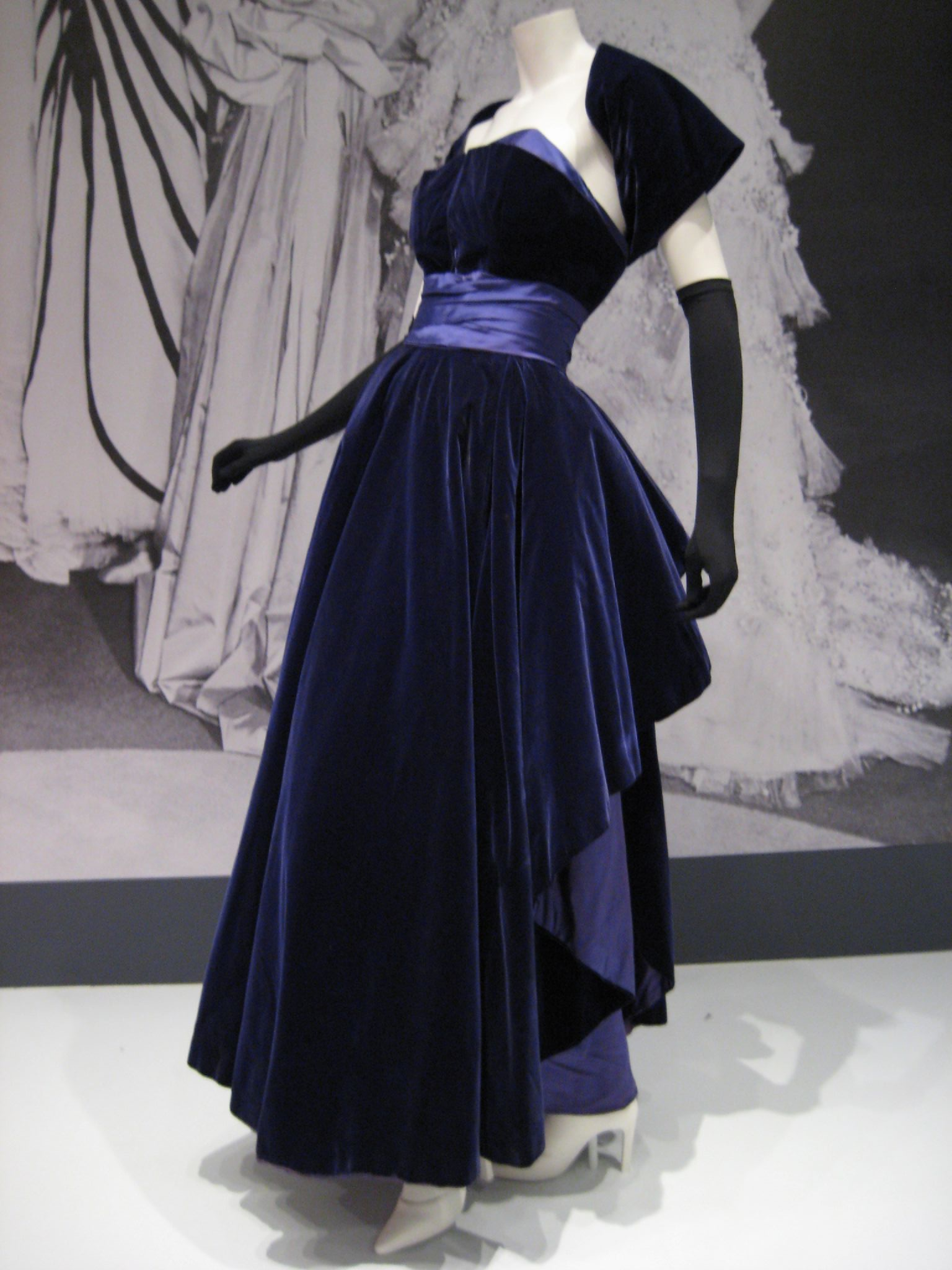
Balklänning från 1948 i sammet och siden
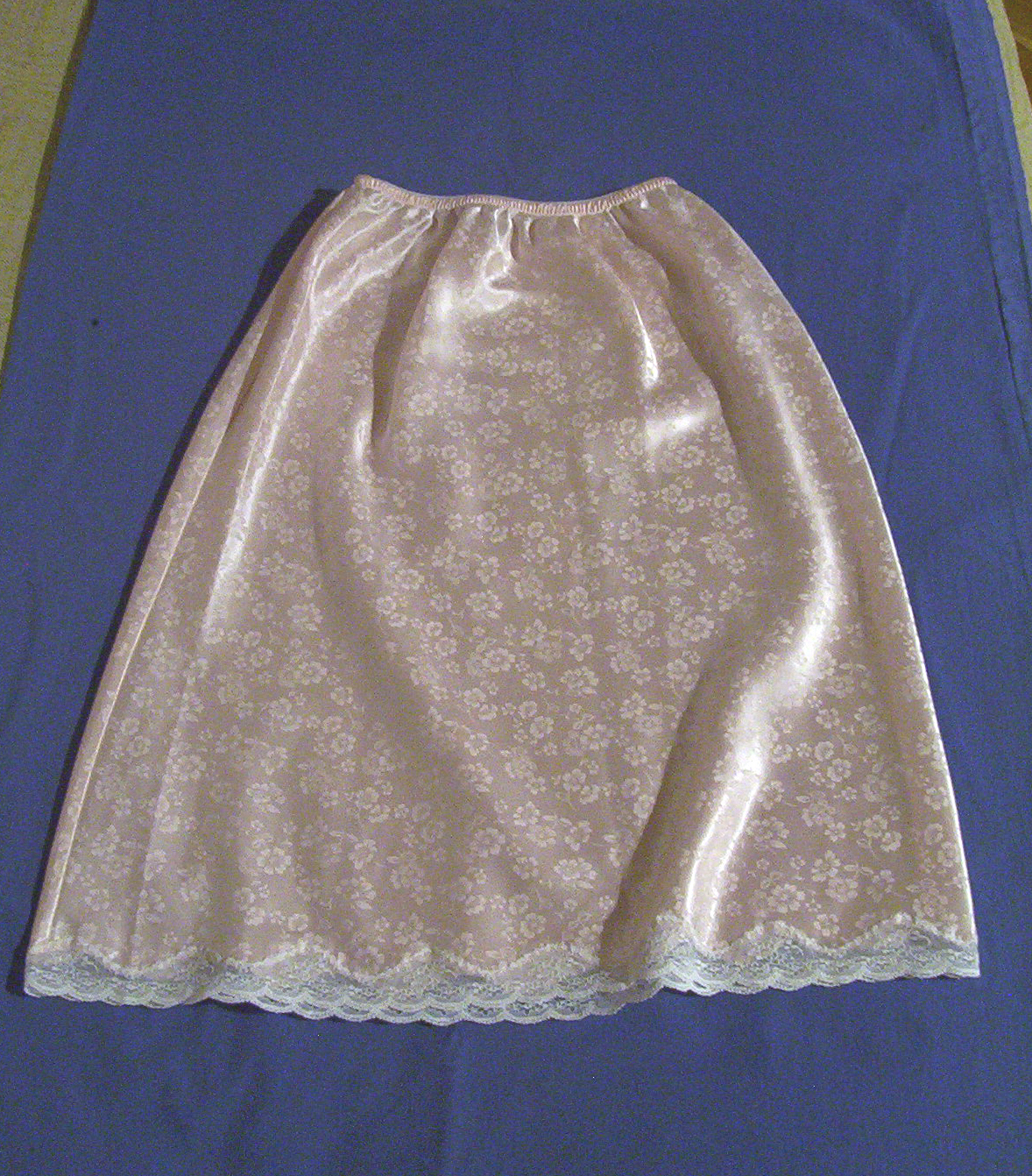
Underkjol
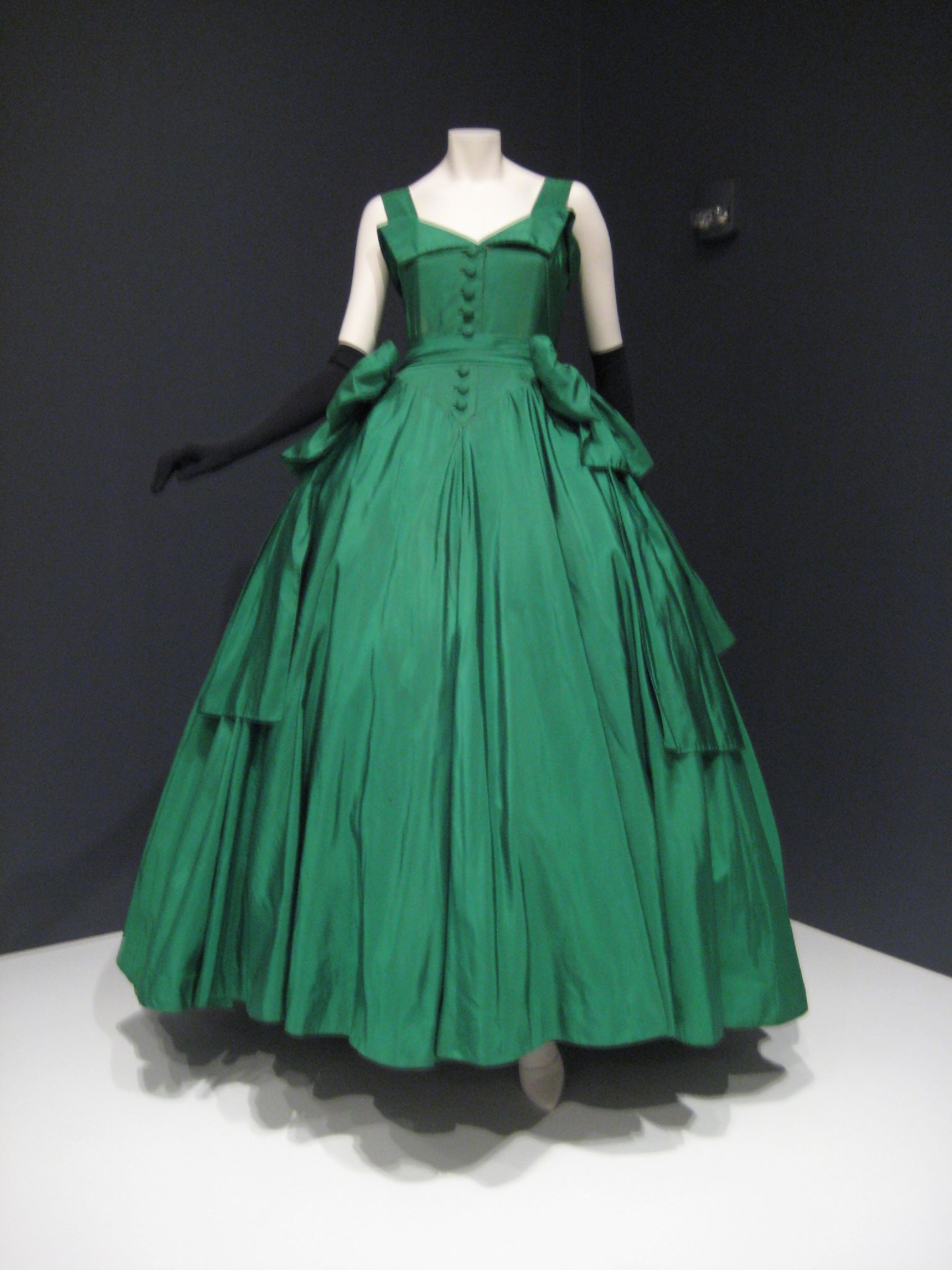
Aftonklänning i taftsiden, 1954